# L'amour toujours (film)
L’amour toujours is een Engelstalige art-film en musical-film uit 2008 van regisseur Edwin Brienen, geheel opgenomen in een Berlijnse filmstudio. De film kent geen conventionele verhaalstructuur en de filmkarakters houden vaak lange monologen. De muziek voor de film werd gemaakt door het Londense electro-popduo Noblesse Oblige, waarvan de leden (Valerie Renay en Sebastian Philipp) als acteur in de film spelen.  

## Verhaal
De verteller in de film is een clown zonder naam (Jacob Dove Basker). Hij leidt ons door de abstracte film over het ballerina-meisje Dynasty (Valerie Renay), die wanhopig op zoek is naar werk. Haar enige optie is het L’amour Toujours Theater, gerund door de bizarre Pygor (Erwin Leder). Pygor heeft een helse auditie in petto voor Dynasty. Alle karakters zingen een lied in Toppop-achtige setting. Uiteindelijk neemt Pygor Dynasty gevangen en confronteert haar met zijn demonische film-aspiraties. De verteller pleegt zelfmoord, door zichzelf op te hangen.

## Trivia
- Edwin Brienens eerste studio-film.
- Brienen verschijnt in de film als zichzelf.
- Brienen schreef het scenario samen met auteur Thomas van Aalten.